# Норт-Кортленд
Норт-Кортленд (англ. North Courtland) — місто (англ. town) в США, в окрузі Лоуренс штату Алабама. Населення — 483 особи (2020).

## Географія
Норт-Кортленд розташований за координатами 34°40′49″ пн. ш. 87°18′23″ зх. д. / 34.68028° пн. ш. 87.30639° зх. д. (34.680349, -87.306287).  За даними Бюро перепису населення США в 2010 році місто мало площу 1,72 км², з яких 1,69 км² — суходіл та 0,03 км² — водойми.

## Демографія
Згідно з переписом 2010 року, у місті мешкали 632 особи в 295 домогосподарствах у складі 162 родин. Густота населення становила 367 осіб/км².  Було 324 помешкання (188/км²).
Расовий склад населення:
| - 96,7 % — чорних або афроамериканців - 2,4 % — білих |

До двох чи більше рас належало 0,9 %. Частка іспаномовних становила 0,0 % від усіх жителів.
За віковим діапазоном населення розподілялося таким чином: 22,6 % — особи молодші 18 років, 62,2 % — особи у віці 18—64 років, 15,2 % — особи у віці 65 років та старші. Медіана віку мешканця становила 39,9 року. На 100 осіб жіночої статі у місті припадало 84,3 чоловіків;  на 100 жінок у віці від 18 років та старших — 79,1 чоловіків також старших 18 років.
Середній дохід на одне домашнє господарство  становив 31 628 доларів США (медіана — 24 097), а середній дохід на одну сім'ю — 49 824 долари (медіана — 37 404). За межею бідності перебувало 22,4 % осіб, у тому числі 26,8 % дітей у віці до 18 років та 17,2 % осіб у віці 65 років та старших.
Цивільне працевлаштоване населення становило 220 осіб. Основні галузі зайнятості: виробництво — 30,9 %, освіта, охорона здоров'я та соціальна допомога — 13,6 %, науковці, спеціалісти, менеджери — 12,3 %, роздрібна торгівля — 11,8 %.